# بازگشایش

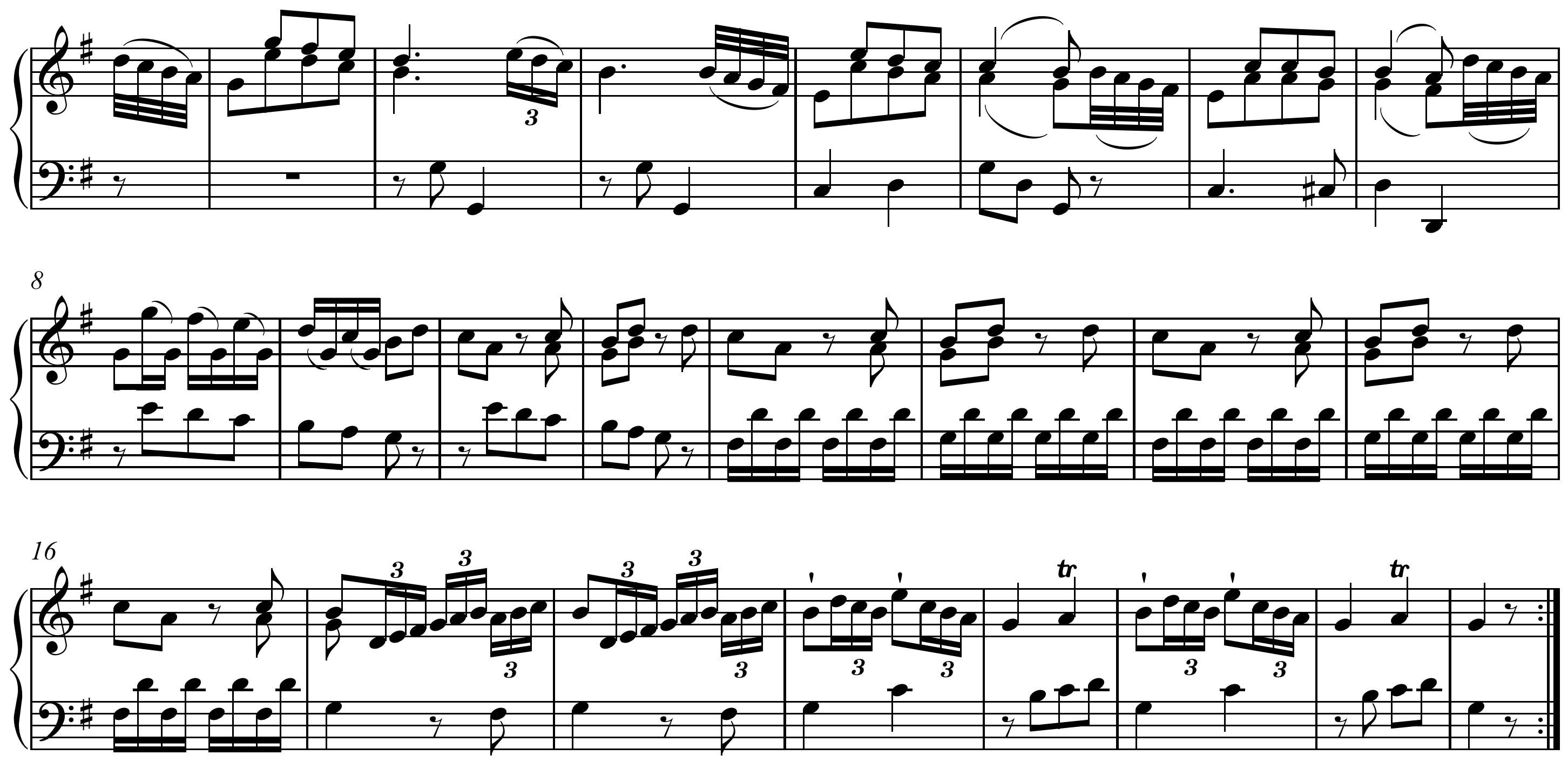
فرم سونات

در نظریهٔ موسیقی، به بخش نهایی از بخش‌های سه‌گانهٔ فرم سونات که در آن ایدهٔ اصلی گشایش در فضاهای مایه‌ایِ تک‌قطبی ارائه می‌شود، بازگشایش یا بازآوری (به انگلیسی: recapitulation) گفته می‌شود.